# Ursula Upmeier
Ursula Upmeier (* 19. November 1927 in Berlin) († 13. Mai 2024 ebenda) ist eine deutsche Textdichterin.

## Leben
1951 wurde ihr erster von ihrem Ehemann Gerhard Honig vertonter Text im Mitteldeutschen Verlag Halle (Saale) veröffentlicht. Sehr viele Lieder entstanden in dieser Zusammenarbeit. Gemeinsam mit anderen Komponisten schrieb sie zum Beispiel Eine Welt ohne dich (Musik: Wolfgang Kähne) und Papa, du bist so reizend Siegfried Mai – von Julia Axen interpretiert und auf Amiga-Schallplatte veröffentlicht. Weitere Texte schrieb sie auch für den Oberhofer Bauernmarkt, eine Sendung des DDR-Fernsehens.

## Lieder
- Ein Pärchen von damals (Wolfgang Kähne)
- Liebe mich (Gerhard Honig) u. a.
- Papa, du bist so reizend (Siegfried Mai)
- Reisen, reisen in die weite Ferne (Matthias Wendt)
- Wir lachen mit der Sonne (Gerhard Honig)